# Vail Bloom
Vail Bloom (Boston, Massachusetts; 23 de noviembre de 1984) es una actriz estadounidense. Es conocida por su trabajo en The Young and the Restless, donde interpretaba el rol de Heather Stevens, la hija del detective Paul Williams. 

## Biografía
Vail Bloom nació en Boston, Estados Unidos y creció en Connecticut y en Florida. Obtuvo un diploma en la Universidad de Princeton en 2004, consiguiendo su selectividad universitaria en arquitectura. Comenzó a estar interesada por el teatro cuando uno de sus camaradas de Princeton le pidió interpretar uno de sus cortometrajes.

## Filmografía
- 2006 : Las Vegas : una mujer
- 2007 : Finishing the game : Cassie
- 2007-2010 : The Young and the Restless : Heather Stevens
- 2008 : Time : Annie
- 2009 : Angel of Death : Regina Downes
- 2009 : Entourage : asistente de Amy
- 2009 : Cold Cabaña : Asuntos clasificados : Alyssa Lane
- 2011 : Your Love Never Fails : Beth
- 2012 : Hollywood Heights : cantautora famosa
- 2015 : Too Late : Janet Lyons